# Zdeněk Novotný
Zdeněk Novotný (21. června 1901, Havlíčkův Brod – 8. ledna 1974, Velké Meziříčí) byl český malíř, grafik a pedagog.

## Biografie
Zdeněk Novotný se narodil v roce 1901 v Havlíčkově Brodě, vystudoval gymnázium v tehdejším Německém Brodě. Mezi lety 1924 a 1928 vystudoval u profesora Jaroslava Bendy Uměleckoprůmyslovou školu v Praze, následně pak mezi lety 1928 a 1930 pokračoval ve studiu na Akademii výtvarných umění v Praze v ateliéru Františka Tavíka Šimona a na Českém vysokém učení technickém v Praze, tam se věnoval studiu kreslení a zpěvu. Po dokončení studia se začal věnovat učení kreslení, učil postupně v Kroměříži (1931–1933), Moravských Budějovicích (1933–1935), Strážnici (1935–1936), Znojmě (1936–1939), Kyjově (1939), Uherském Hradišti, Třebíči (1945–1953 a posléze 1957–1958) a ve Velkém Meziříčí.
Roku 1963 získal Cenu Antonína Procházky. Věnoval se primárně krajinářské malbě, věnoval se i grafice, náměty čerpal z městských zákoutí. Studijně vycestoval do Itálie, Francie, Německa, Rakouska, Bulharska, Rumunska, Maďarska, Jugoslávie a Švýcarska. Soukromě učil Hynka Luňáka.

## Výstavy

### Samostatné
- 1965, Horácká galerie v Novém Městě na Moravě, Nové Město na Moravě (Zdeněk Novotný: Malba)
- 1966, Oblastní galerie Vysočiny v Jihlavě, Jihlava (Zdeněk Novotný: Malířské dílo 1935-1966)
- 1972, Malinův dům, Havlíčkův Brod (Zdeněk Novotný: Obrazy)
- 1975, Oblastní galerie Vysočiny v Jihlavě, Jihlava (Zdeněk Novotný: Obrazy)
- 1975, Horácká galerie v Novém Městě na Moravě, Nové Město na Moravě (Zdeněk Novotný: Životní dílo)

### Kolektivní
- 1957, Oblastní galerie Vysočiny v Jihlavě, Jihlava (IX. členská výstava Krajského klubu výtvarníků v Jihlavě)
- 1959, Dům umění města Brna, Brno (Výstava moravských výtvarníků)
- 1961, Dům umění města Brna, Brno (Členská výstava umělců Jihomoravského kraje)
- 1964, Dům umění města Brna, Brno (Členská výstava výtvarných umělců Jihomoravského kraje)
- 1965, Oblastní galerie Vysočiny v Jihlavě, Jihlava (XVI. členská výstava Svazu československých výtvarných umělců (oblastní pobočka Jihlava))
- 1966, Oblastní galerie Vysočiny v Jihlavě, Jihlava (XVII. členská výstava Svazu československých výtvarných umělců (oblastní pobočka Jihlava))
- 1968, Oblastní galerie Vysočiny v Jihlavě, Jihlava (XIX. členská výstava Svazu československých výtvarných umělců (oblastní pobočka Jihlava))
- 1971, Oblastní galerie Vysočiny v Jihlavě, Jihlava (Výtvarníci Vysočiny)
- 1978, Moravská galerie v Brně, Brno (Přírůstky českého malířství 20. století v Moravské galerii v Brně za uplynulých deset let)
- 1978, Malinův dům, Havlíčkův Brod (Výtvarní umělci Havlíčkobrodska)